# Bustillo de Chaves
Pour les articles homonymes, voir Bustillo.
Bustillo de Chaves est une commune de la province de Valladolid dans la communauté autonome de Castille-et-León en Espagne.

## Sites et patrimoine

### Monument
- Église Nuestra Señora de las Eras

### Site naturel
- La Nava - Campos Norte (es), zone de protection spéciale des oiseaux (zona de especial protección para las aves).